# Norristown (Pennsylvania)
Norristown ist ein Borough im Montgomery County im Südosten des US-Bundesstaates Pennsylvania mit 35.748 Einwohnern (Stand: 2020).
Norristown wurde 1812 gegründet und ist der Verwaltungssitz (County Seat) von Montgomery County. Die Gemeinde liegt am Schuylkill River, etwa 30 km nordwestlich von Philadelphia und etwa 5 km nordöstlich von King of Prussia. Im Jahr 2000 hatte Norristown eine Bevölkerungsdichte von 3421,5 Einwohner/km² und eine Fläche von 9,1 km².
Norristown wurde nach Isaac Norris benannt, einem Abgeordneten des Pennsylvania-Kolonialrats, der die Herstellung der Liberty Bell beauftragte. Das Gebiet, in dem Norristown heute liegt, wurde von William Penn, dem Gründer von Pennsylvania, an Norris vergeben und hieß, nach ihm benannt, ursprünglich Williamstadt.
Die Stadt wurde ursprünglich von Engländern, aber auch einigen Deutschen, Schotten, Niederländern und Schweden besiedelt. Mitte des 19. Jahrhunderts folgten große Gruppen an Iren und gegen Jahrhundertwende auch Italiener.
Norristown ist Schauplatz des Romans In meinem Himmel von Alice Sebold. Auch die gleichnamige Verfilmung aus dem Jahr 2009 spielt in Norristown.

## Geschichte
Fünf Bauwerke und Bezirke in der Stadt sind im National Register of Historic Places (NRHP) eingetragen (Stand 7. November 2020): der Central Norristown Historic District, die Globe Knitting Mills, die David Rittenhouse Junior High School, die Gen. Thomas J. Stewart Memorial Armory und der West Norristown Historic District.

## Söhne und Töchter der Stadt
- Samuel Powell (1776–1841), Politiker und Vertreter von Tennessee im US-Repräsentantenhaus
- David Rittenhouse Porter (1788–1867), Politiker und Gouverneur von Pennsylvania
- George Bryan Porter (1791–1834), Gouverneur des Michigan-Territoriums
- John Freedley (1793–1851), Politiker und Vertreter von Pennsylvania im US-Repräsentantenhaus
- William Moore (1810–1878), Politiker und Vertreter von New Jersey im US-Repräsentantenhaus
- George Franklin Huff (1842–1912), Politiker und Vertreter von Pennsylvania im US-Repräsentantenhaus
- Kenneth Myers (1896–1974), Ruderer
- George W. Smythe (1899–1969), Generalmajor der United States Army
- Richard Derr (1918–1992), Schauspieler
- Franny Beecher (1921–2014), Jazz-, Country- und Rock-’n’-Roll-Musiker
- Otis Charles (1926–2013), anglikanischer Bischof
- Richard Schweiker (1926–2015), Politiker, Gesundheitsminister der Vereinigten Staaten
- Tommy Lasorda (* 1927), Baseballspieler, -manager
- Jimmy Smith (1928–2005), Jazz- und Bluesorganist
- Al Cantello (1931–2024), Speerwerfer
- Josh Culbreath (1932–2021), Hürdenläufer
- Charles L. Blockson (1933–2023), Historiker und Gelehrter
- Jerry Spinelli (* 1941), Autor von Jugendbüchern und Romanen für junge Erwachsene
- H. Blaine Lawson (* 1942), Mathematiker
- John Street (* 1943), Politiker und Bürgermeister von Philadelphia
- Stephen Quay (* 1947), Filmemacher und Stop-Motion-Künstler
- Timothy Quay (* 1947), Filmemacher und Stop-Motion-Künstler
- Beth Anders (* 1951), Hockeyspielerin
- Jaco Pastorius (1951–1987), Bassist
- Tommy Campbell (* 1957), Jazzschlagzeuger
- Maria T. Zuber (* 1958), Planetologin und Geophysikerin
- Michael Everson (* 1963), US-amerikanisch-irischer Sprachwissenschaftler, Schriftsetzer, -entwerfer und Typograf
- Daren Queenan (* 1966), US-amerikanisch-belgischer Basketballspieler
- Maria Bello (* 1967), Schauspielerin
- Joseph Henrich (* 1968), kanadischer Anthropologe
- Mike Piazza (* 1968), Baseballspieler
- Gregory Jaczko (* 1970), Regierungsbeamter
- Lisa Raymond (* 1973), Tennisspielerin
- Kellee Stewart (* 1976), Filmschauspielerin
- Cam Reddish (* 1999), Basketballspieler